# Tityus
Genre
Synonymes
- Atreus Gervais, 1843
- Phassus Thorell, 1877 nec Walker, 1856
- Androcottus Karsch, 1879
- Pucha Fet, 1997
- Caribetityus Lourenço, 1999
- Archaeotityus Lourenço, 2006
- Brazilotityus Lourenço, 2006

Tityus est un genre de scorpions de la famille des Buthidae.

## Distribution
Les espèces de ce genre se rencontrent en Amérique du Sud, en Amérique centrale et aux Antilles.

## Description
Ce genre compte parmi ses espèces celles qui causent le plus d'envenimations sévères en Amérique.

## Liste des espèces
Selon The Scorpion Files (25/02/2025) :
- Tityus aba Candido, Lucas, de Souza, Diaz & Lira-da-Silva, 2005
- Tityus abudi Armas, 1999
- Tityus acananensis González-Sponga, 2009
- Tityus achilles Laborieux, 2024
- Tityus adisi Lourenço & Pézier, 2002
- Tityus adrianoi Lourenço, 2003
- Tityus ahincoi González-Sponga, 2001
- Tityus alejandroi Teruel, Rivera & Santos, 2015
- Tityus altithronus Armas, 1999
- Tityus androcottoides (Karsch, 1879)
- Tityus anduzei González-Sponga, 1997
- Tityus angelesae Santiago-Blay, 2009
- Tityus anneae Lourenço, 1997
- Tityus anori Lourenço, Rossi & Wilme, 2019
- Tityus antioquensis Lourenço & Otero Patiño, 1998
- Tityus apiacas Lourenço 2002
- Tityus arellanoparrai González-Sponga, 1985
- Tityus argentinus Borelli, 1899
- Tityus asthenes Pocock, 1893
- Tityus atriventer Pocock, 1897
- Tityus bahiensis (Perty, 1833)
- Tityus barquisimetanus González-Sponga, 1994
- Tityus bastosi Lourenço, 1984
- Tityus bellulus Armas, 1999
- Tityus birabeni Abalos, 1955
- Tityus blanci Lourenço, 1994
- Tityus blaseri Mello-Leitão, 1931
- Tityus boconoensis González-Sponga, 1981
- Tityus bolivianus Kraepelin, 1895
- Tityus brazilae Lourenço & Eickstedt, 1984
- Tityus breweri González-Sponga, 1997
- Tityus cachipalensis González-Sponga, 2002
- Tityus caesarbarrioi González-Sponga, 2001
- Tityus canopensis Lourenço & Pézier, 2002
- Tityus carabobensis González-Sponga, 1987
- Tityus carinatoides Mello-Leitão, 1945
- Tityus caripitensis Quiroga, De Sousa & Parrilla-Alvarez, 2000
- Tityus carolineae Kovařík, Teruel, Cozijn & Seiter, 2013
- Tityus carrilloi Ojanguren-Affilastro, 2021
- Tityus carvalhoi Mello-Leitão, 1945
- Tityus cerroazul Lourenço, 1986
- Tityus championi Pocock, 1898
- Tityus charalaensis Mello-Leitão, 1940
- Tityus charreyroni Vellard, 1932
- Tityus chilensis Lourenço, 2005
- Tityus choco Lourenço & Flórez, 2018
- Tityus cisandinus Lourenço & Ythier, 2017
- Tityus clathratus C. L. Koch, 1844
- Tityus columbianus (Thorell, 1876)
- Tityus confluens Borelli, 1899
- Tityus costatus (Karsch, 1879)
- Tityus crassicauda Lourenço & Ythier, 2013
- Tityus crassimanus (Thorell, 1876)
- Tityus cuellari Lourenço, 1994
- Tityus culebrensis González-Sponga, 1994
- Tityus curupi Ojanguren-Affilastro, Adilardi, Cajade, Ramõarez, Ceccarelli & Mola, 2017
- Tityus cylindricus (Karsch, 1879)
- Tityus dasyurus Pocock, 1897
- Tityus dedoslargos Francke & Stockwell, 1987
- Tityus demangei Lourenço, 1981
- Tityus dillerorum Kovařík, Teruel, Lowe & Friedrich, 2015
- Tityus dinizi Lourenço, 1997
- Tityus discrepans (Karsch, 1879)
- Tityus dorae González-Sponga, 2001
- Tityus duacaensis González-Sponga, 2007
- Tityus dulceae González-Sponga, 2006
- Tityus dupouyi González-Sponga, 1987
- Tityus ecuadorensis Kraepelin, 1896
- Tityus elii Armas & Marcano Fondeur, 1992
- Tityus elizabethae Lourenço & Ramos, 2004
- Tityus elizabethebravoi González-Sponga & Wall Gonzalez, 2007
- Tityus engelkei Pocock, 1902
- Tityus estherae Santiago-Blay, 2009
- Tityus evandroi Mello-Leitão, 1945
- † Tityus exstinctus Lourenço, 1995
- Tityus fasciolatus Pessôa, 1935
- Tityus festae Borelli, 1899
- Tityus filodendron González-Sponga, 1981
- Tityus florezi Lourenço, 2000
- Tityus footei Chamberlin, 1916
- Tityus forcipula (Gervais, 1843)
- Tityus fuhrmanni Kraepelin, 1914
- Tityus funestus Hirst, 1911
- Tityus gaffini Lourenço, 2000
- Tityus gasci Lourenço, 1982
- Tityus generaltheophiloi Lourenço, 2017
- Tityus gonzalespongai Quiroga, De Sousa, Parrilla-Alvarez & Manzanilla 2004
- Tityus grahami Lourenço, 2012
- Tityus grottoedensis Botero-Trujillo & Flórez, 2014
- Tityus guane Moreno-Gonzalez, Gonzalez & Flórez, 2019
- Tityus guaricoensis González-Sponga, 2004
- Tityus haetianus Teruel & Santos, 2018
- Tityus horacioi Lourenço & Leguin, 2011
- Tityus icarus Laborieux, 2024
- Tityus imei Borges, De Sousa & Manzanilla, 2006
- Tityus indecisus Mello-Leitão, 1934
- Tityus insignis (Pocock, 1889)
- Tityus intermedius Borelli, 1899
- Tityus isabelceciliae González-Sponga, D'Suze & Sevcik, 2001
- Tityus ivani González-Sponga, 2008
- Tityus ivicnancor González-Sponga, 1997
- Tityus jaimei Miranda, Bermudez, Flórez & Armas, 2020
- Tityus jeanvellardi Lourenço, 2001
- Tityus julianae Lourenço, 2005
- Tityus juliorum Santiago-Blay, 2009
- Tityus jussarae Lourenço, 1988
- Tityus kaderkai Kovařík, 2005
- Tityus kalettai González-Sponga, 2007
- Tityus karaja Lourenço, 2016
- Tityus kindli Kovařík & Teruel, 2014
- Tityus kukututee Ythier, Chevalier & Gangadin, 2020
- Tityus kuryi Lourenço, 1997
- Tityus lancinii González-Sponga, 1972
- Tityus lokiae Lourenço, Adis & Araújo, 2005
- Tityus longidigitus González-Sponga, 2008
- Tityus lourencoi Flórez, 1996
- Tityus lutzi Giltay, 1928
- Tityus macrochirus Pocock, 1897
- Tityus magnimanus Pocock, 1897
- Tityus maimirensis González-Sponga, 2007
- Tityus mana Lourenço, 2012
- Tityus manakai González-Sponga, 2004
- Tityus maniapurensis González-Sponga, 2009
- Tityus marajoensis Lourenço & da Silva, 2007
- Tityus maranhensis Lourenço, de Jesus Junior & Limeira-de-Oliveira, 2006
- Tityus marechali Lourenço, 2013
- Tityus martinpaechi Lourenço, 2001
- Tityus matthieseni Pinto-da-Rocha & Lourenço, 2000
- Tityus mattogrossensis Borelli, 1901
- Tityus maturinensis González-Sponga, 2008
- Tityus melanostictus Pocock, 1893
- Tityus melici Lourenço, 2003
- Tityus metuendus Pocock, 1897
- Tityus michelii Armas, 1982
- Tityus microcystis Lutz & Mello, 1922
- Tityus monaguensis González-Sponga, 1974
- Tityus mongei Lourenço, 1996
- Tityus moralensis Moreno-González, Pinto-da-Rocha & Cabra-García, 2022
- Tityus mucusunamensis González-Sponga, 2006
- Tityus munozi Lourenço, 1997
- Tityus neblina Lourenço, 2008
- Tityus neglectus Mello-Leitão, 1932
- Tityus neibae Armas, 1999
- Tityus nelsoni Lourenço 2005
- Tityus nematochirus Mello-Leitão, 1940
- Tityus neoespartanus González-Sponga, 1996
- Tityus nororientalis González-Sponga, 1996
- Tityus obispoi González-Sponga, 2006
- Tityus obscurus (Gervais, 1843)
- Tityus obtusus (Karsch, 1879)
- Tityus ocelote Francke & Stockwell, 1987
- Tityus osmanus González-Sponga, 1996
- Tityus oteroi Lourenço, 1998
- Tityus ottenwalderi Armas, 1999
- Tityus pachyurus Pocock, 1897
- Tityus pampanensis González-Sponga, 2007
- Tityus panguana Kovařík, Teruel, Lowe & Friedrich, 2015
- Tityus paraguayensis Kraepelin, 1895
- Tityus parvulus Kraepelin, 1914
- Tityus paulistorum Lourenço & da Silva, 2006
- Tityus perijanensis González-Sponga, 1994
- Tityus pictus Pocock, 1893
- Tityus pintodarochai Lourenço, 2005
- Tityus pittieri González-Sponga, 1981
- Tityus pococki Hirst, 1907
- Tityus portoplatensis Armas & Marcano Fondeur, 1992
- Tityus potameis Lourenço & Leão Giupponi, 2004
- Tityus prancei Lourenço, 2000
- Tityus proseni Abalos, 1954
- Tityus pugilator Pocock, 1898
- Tityus pusillus Pocock, 1893
- Tityus quiriquirensis González-Sponga, 2008
- Tityus quirogae De Sousa, Manzanilla & Parrilla-Alvarez, 2006
- Tityus quisqueyanus Armas, 1982
- Tityus ramirezi Esquivel de Verde, 1969
- Tityus raquelae Lourenço, 1988
- Tityus rebieri Lourenço, 1997
- Tityus riocaurensis González-Sponga, 1996
- Tityus rionegrensis Lourenço, 2006
- Tityus riverai Teruel & Sanchez, 2009
- Tityus roigi Maury & Lourenço, 1987
- Tityus rojasi González-Sponga, 1996
- Tityus romeroi González-Sponga, 2008
- Tityus rondonorum Rojas-Runjaic & Armas, 2007
- Tityus rosenbergi Pocock, 1898
- Tityus rufofuscus Pocock, 1897
- Tityus rupestre Lourenço 2019
- Tityus rugosus Schenkel, 1932
- Tityus rusmelyae González-Sponga, D'Suze & Sevcik, 2001
- Tityus sabineae Lourenço, 1994
- Tityus sanarensis González-Sponga, 1997
- Tityus sanfernandoi González-Sponga, 2008
- Tityus sarisarinamensis González-Sponga, 2002
- Tityus sastrei Lourenço & Flórez, 1990
- Tityus schrammi Teruel & Santos, 2018
- Tityus serrulatus Lutz & Mello, 1922
- Tityus shiriana González-Sponga, 1991
- Tityus silvestris Pocock, 1897
- Tityus simonsi Pocock, 1900
- Tityus smithii Pocock, 1893
- Tityus soratensis Kraepelin, 1911
- Tityus spelaeus Moreno-González, Pinto-da-Rocha & Gallão, 2021
- Tityus stigmurus (Thorell, 1876)
- Tityus strandi Werner, 1939
- Tityus surmeridensis González-Sponga, 2002
- Tityus surorientalis González-Sponga, 1996
- Tityus sylviae Lourenço 2005
- Tityus tamayoi González-Sponga, 1987
- Tityus tayrona Lourenço, 1991
- Tityus tenuicauda Prendini, 2001
- Tityus timendus Pocock, 1898
- Tityus tocantim Lourenço, 2022
- Tityus trinitatis Pocock, 1897
- Tityus trivittatus Kraepelin, 1898
- Tityus tucurui Lourenço, 1988
- Tityus uniformis Mello-Leitão, 1931
- Tityus unus Pinto-da-Rocha & Lourenço, 2000
- Tityus uquirensis González-Sponga, 2001
- Tityus urachichensis González-Sponga, 2007
- Tityus urbinai Scorza, 1952
- Tityus uruguayensis Borelli, 1901
- Tityus vaissadei Lourenço, 2002
- Tityus valerae Scorza, 1954
- Tityus venamensis González-Sponga, 1981
- Tityus ventuarensis González-Sponga, 2009
- Tityus wachteli Kovařík, Teruel, Lowe & Friedrich, 2015
- Tityus walli González-Sponga & Wall Gonzalez, 2007
- Tityus yerenai González-Sponga, 2009
- Tityus ythieri Lourenço, 2007
- Tityus zulianus González-Sponga, 1981

Selon World Spider Catalog (version 23.5, 2023) :
- † Tityus apozonalli  Riquelme, Villegas & González, 2015
- † Tityus azari  Lourenço, 2013
- † Tityus eogenus  Menge, 1869
- † Tityus geratus  Santiago-Blay & Poinar, 1988
- † Tityus hartkorni  Lourenço, 2009
- † Tityus knodeli  Lourenço, 2014

## Systématique et taxinomie
Ce genre a été décrit par C. L. Koch en 1836.
Atreus a été placé en synonymie par Fet, Sissom, Lowe et Braunwalder en 2000.
Phassus Thorell, 1876, préoccupé par Phassus Walker, 1856, remplacé par Pucha Francke, 1985 et Androcottus ont été placés en synonymie par Kraepelin en 1899.
Caribetityus a été placé en synonymie par Armas et Abud-Antun en 2004.
En 2006, Lourenço a défini cinq sous-genres : Atreus, Archaeotityus, Brazilotityus, Caribetityus et Tityus. Ceux-ci ne sont pas généralement adoptés.

## Publication originale
- C. L. Koch, 1836 : Die Arachniden. Nürnberg, C.H. Zeh’sche Buchhandlung, vol. 3, no 1/5, p. 17–104 (texte intégral).